# هنک گرین
ویلیام هنری "هنک" گرین دوم (متولد ۵ مه ۱۹۸۰) یک کارآفرین، موسیقیدان، معلم، تهیه‌کننده و ویدئو بلاگر آمریکایی است. او بیشتر برای کانال یوتیوب ولاگ‌برادرز که به همراه برادرش جان گرین آن را اداره و به صورت منظم در آن ویدئو آپلود می‌کند و همچنین مشارکت در کانال‌های آموزشی یوتوب همچون کراش کورس و سای‌شو شناخته می‌شود.
هنک به همراه برادرش جان، بزرگ‌ترین کنفرانس دربارهٔ ویدئوهای آنلاین با نام ویدکان و نردکان: داستان‌ها، کنفرانسی در موضوع قصه‌گویی و داستان‌سرایی ایجاد نمود. او همچنین خالق مجموعه خاطرات لیزی بنت (۲۰۱۲–۲۰۱۳) که بر اساس اقتباسی از غرور و تعصب به سبک ویدئو بلاگ است، می‌باشد. او همچنین بنیان‌گذار بلاگ تکنولوژی محیط زیست، اکوگیگ و انجمن صنفی سازندگان اینترنت و شرکت تجاری ضبط دی‌اف‌تی‌بی‌آی و زیرمجموعه تأمین مالی جمعی—تامین از طریق پتریان—شرکت دی‌اف‌تی‌بی‌آی گیمز و شرکت تهیه ویدئو آنلاین پمبرلی دیجیتال، که در زمینه تولید ویدئوبلاگ اقتباسی از روی رمان‌های کلاسیک در حوزه عمومی فعالیت می‌کند، است.